# Clarika
Claire Keszei, dite Clarika, née le 3 février 1967 à Boulogne-Billancourt, est une auteure-compositrice-interprète française.

## Biographie
Claire Keszei naît le 3 février 1967 à Boulogne-Billancourt. Son père István Keszei (hu) est un poète et réfugié politique hongrois. Sa mère Michèle Keszei est professeure de lettres à Annemasse au collège Michel-Servet, auteure et comédienne très impliquée dans la vie culturelle de la ville.
Clarika tire son pseudonyme du surnom que lui donnaient ses parents : Clarika veut dire « petite Claire » en hongrois. Elle naît près de Paris, mais passe une partie de son enfance en Haute-Savoie, puis s'installe à Paris et cherche sa voie, entre le théâtre et des études de lettres.
Elle rencontre le chanteur et musicien belge Jean-Jacques Nyssen, rencontre amoureuse et artistique, qui les mène à faire six albums et deux enfants. Clarika signe alors avec lui plusieurs maquettes envoyées aux maisons de disques.
En 1993, François Hadji-Lazaro, de la société de production indépendante Boucherie Productions, produit son premier album, J'attendrai pas cent ans, sous son nouveau label consacré à la chanson. Le titre Tu dors tout l'temps passe en radio. Après quelques concerts au Sentier des Halles de Nicole Londeix, elle perce grâce au festival des Francofolies de La Rochelle en juillet 1993. Les grandes firmes du disque s’intéressent alors à elle, Sony notamment lui propose un contrat.
En 1996, elle joue en février au Théâtre Jean-Vilar de Suresnes dans la comédie musicale, La Marée d'Inox, qu'elle a co-écrite avec d'autres jeunes artistes, dont Jean-Jacques Nyssen et Philippe Bresson. Dans l'album reprenant les morceaux de la comédie musicale, elle interprète seule C'est rien et L'amour ça pardonne pas avec La Grande Sophie.
En 1996, elle sort aussi un deuxième album, Ça s'peut pas, produit par Dominique Blanc-Francard. Le type éponyme sera repris sur l'album Joker.
En 1997, elle reçoit notamment, au festival des Francofolies de Montréal, le prix Félix Leclerc de la chanson.
En 2001, elle enregistre La Fille, tu sais, avec en particulier la chanson Les Garçons dans les vestiaires, très remarquée, qui est accompagnée d'un clip tourné avec les rugbymen du Stade français.
En 2002, elle reprend Comprend qui peut de Boby Lapointe sur l'album Boby Tutti-Frutti - L'Hommage délicieux à Boby Lapointe de Lilicub.
En 2005, après avoir fait la première partie de Zazie dans la tournée Rodéo Tour de juin à septembre, ce qui lui permet de toucher le grand public, elle sort son CD Joker. Dans cet album, deux duos sont des reprises de morceaux plus anciens : L'océan des possibles avec Michel Jonasz (elle avait déjà joué en 1997 en lever de rideau de Michel Jonasz au festival « Alors Chante » de Montauban) et Non, ça s'peut pas avec Bernard Lavilliers dont elle avait par ailleurs fait la première partie des concerts à l'automne 2005. Cet album a remporté le Grand prix du disque de la chanson française de l'Académie Charles-Cros, catégorie « Chanson », pour l'année 2005.
En 2006, Clarika tourne en concert notamment à Paris, à La Cigale en janvier, et à l'Olympia en octobre. Sur scène, outre ses propres morceaux, elle reprend Une femme avec toi de Nicole Croisille, Antisocial du groupe Trust mais aussi Freed from desire de Gala. Jean-Jacques Nyssen a écrit une nouvelle chanson dédiée à un Français de 22 ans disparu en Colombie depuis décembre 2003, l'étudiant Marc Beltra, à la demande de la famille de ce dernier. Clarika interprète en concert cette chanson, Marco, une chanson libre de droits.
En 2006, Clarika fait partie des dix finalistes du prix Constantin qui récompense un album révélation de l'année en cours.
Fin 2006, elle est une des treize invités de Michel Delpech dans son album de duos Michel Delpech &...
Le 16 mars 2009 est sorti le cinquième album de Clarika, Moi en mieux, co-réalisé par Florent Marchet et Jean-Jacques Nyssen dont le premier single est Bien mérité. Clarika a défendu cet album sur les scènes françaises et étrangères durant une longue tournée qui s'achève le 6 décembre 2010 au Palace à Paris.
Parallèlement, elle se met en scène dans un « concert littéraire » créé en 2010 aux Correspondances de Manosque dans lequel, en formule intimiste, elle mélange les lectures d’auteures contemporaines qui lui sont chères à ses chansons.
En janvier 2013 sort son sixième album, La Tournure des choses (en collaboration avec Jean-Jacques Nyssen, Xavier Tribolet , Florent Marchet, Ben Ricour...), suivie d'une tournée dont deux dates au Café de la Danse à Paris (27 et 28 février) .. Le clip Oualou, tiré de l'album, fait tout en images de synthèse, est d'ailleurs plusieurs fois sélectionné à différents festivals d'audiovisuel. Il est réalisé par Thomas Guériguen et produit par Patrick Hernandez et Lionel Gonzalez - Baghera films.
28 novembre 2013 : elle fête ses 20 ans de carrière à Paris au Trianon avec une pléthore d'invité(e)s : Jean-Jacques Nyssen, Florent Marchet, Ben Ricour, Féloche, La Grande Sophie, Amandine Maissiat, Albin de la Simone, La Maison Tellier, Jeanne Cherhal, JP Nataf, Mell, Sirius Plan, Alexis HK, etc.
Le 27 février 2014, elle préside le quatrième Prix Georges-Moustaki qui est remporté cette année-là par la chanteuse Robi.
Elle crée à La Cigale en 2013 avec la chanteuse Daphné un spectacle intitulé « Ivresses » mêlant chansons et poésie. Les deux chanteuses reprennent des chansons de David Bowie, Serge Reggiani, Jeanne Moreau, Alain Bashung, etc. S'ensuit une tournée en 2014.
L'année 2016 est marquée par la séparation avec son compagnon Jean-Jacques Nyssen qui partageait sa vie depuis 25 ans et avait participé à la production de tous les albums précédents en tant que compositeur et arrangeur. En février 2016, elle sort son septième album, De quoi faire battre mon cœur et c'est donc Fred Pallem qui a pris le relais à la production. Cet album est très marqué par la rupture, notamment les chansons « Je ne te dirai pas » ou « La vie sans toi »,. L'album contient des collaborations de Raoul Tellier, Mathieu Boogaerts, Alexis HK... Cet album donne lieu à une tournée de février 2016 à décembre 2017 intitulée « De quoi faire battre ton cœur », en passant par une Cigale (Avril 2016) et un Trianon (Février 2017) complets. Cette tournée donne lieu à l'enregistrement de son premier CD live, « De quoi faire battre ton cœur », enregistré lors du concert du 31 mars 2017 au Cheval Blanc à Schiltigheim.
Clarika a sorti son huitième album studio, À la lisière, le 8 mars 2019. Cette fois c'est Florent Marchet qui prend en charge la composition et l’arrangement de la majorité des titres. Il était déjà très présent sur l’album « Moi en mieux ».
Depuis 2019, Clarika participe au Leprest symphonique, un hommage au chanteur et auteur disparu Allain Leprest. L'album Leprest en Symphonique est sorti en 2020 avec la participation de Sanseverino, Cyril Mokaiesh et Romain Didier. Le spectacle qui en découle est passé par La Cigale en mars 2022 et continue en tournée.
Parallèlement, elle initie en 2021 avec Maissiat le spectacle Les choses de nos vies, hommage à Jean-Loup Dabadie reprenant les chansons de l'auteur. Le spectacle est mis en scène par Emmanuel Noblet , lui-même comédien et chanteur sur scène, et une tournée commence dès 2022. Crée aux Franciscaines de Deauville , il a été joué pour une première série de dates parisiennes au Théâtre de l'œuvre en avril 2022 et s'est installé tout le mois de décembre 2022 au théâtre de l'Atelier . Depuis, il a été programmé en juillet 2023 aux Francofolies de La Rochelle et dans de nombreux théâtres de l'Hexagone.
Au printemps 2024 sortira son neuvième album studio qui célèbrera ses 30 ans de carrière et Clarika repartira avec ce nouvel opus pour une nouvelle tournée ... Elle se produira notamment à La Cigale le 26 novembre 2024 après une Nouvelle Eve annoncée complète le 5 juin 2024 .

## Discographie

### Collaborations et duos
- 1996 : L'amour ça pardonne pas, album tiré de la comédie musicale homonyme[Quoi ?][réf. nécessaire]
- 1998 : Violette et Marguerite, duo avec Jean-Jacques Nyssen, sur l'album caritatif Comme un seul homme
- 2001 : reprise de Ballade irlandaise (un oranger)  de Bourvil, sur l'album caritatif Ma chanson d'enfance
- 2002 : Boby Tutti-Frutti - L'Hommage Délicieux À Boby Lapointe - Reprise de Comprend qui peut
- 2005 : Fille ou bien garçon, sur l'album Mon œil du groupe ZUT
- 2005 : De fille à femme, CD 1 titre avec Mariam
- 2005 : France-Allemagne 82, avec Bartone sur son album Cador
- 2005 : L'Océan des possibles, avec Michel Jonasz sur son album Joker
- 2005 : Non, ça s'peut pas, CD 1 titre avec Bernard Lavilliers
- 2006 : L'Amour en wagon-lit, avec Michel Delpech sur son album Michel Delpech &...
- 2006 : Donne-moi ta main et Sous le regard des filles, chansons écrites avec Marie Nimier pour Sheila, créées en décembre 2006 au Cabaret Sauvage à Paris, ensuite publiées sur l'album C'est écrit en janvier 2008
- 2008 : Super Mamie, avec Aldebert sur son album Enfantillages
- 2008 : Je m'ennuie, avec Tom Poisson sur son album Riche à million
- 2008 : reprise de la chanson Le Mal-aimé de Claude François, sur l'album Claude François, Autrement dit
- 2008 : reprise de la chanson Les Cornichons de Nino Ferrer pour Sol En Si sur les CD et DVD Le Concert des Grands Gamins au Zénith
- 2009 : Les Tilleuls, d'Allain Leprest, sur l'album Chez Leprest - Volume 2
- 2010 : Peintre en sentiments, avec Thibaut Derien sur son album Le Comte d'apothicaire
- 2011 : Comme des papillons, de Buzy, sur l'album Tous Buzy
- 2013 : À la verticale de Bertrand Betsch, sur l'album La nuit nous appartient
- 2019 : Leprest en Symphonique (Clarika, Sanseverino, Cyril Mokaiesh et Romain Didier)
- 2022 : Vesna Mirabeau[19],[20], chanson caritative en faveur des enfants d'Ukraine pour l'UNICEF